# 390
390 (CCCXC) var ett normalår som började en tisdag i den julianska kalendern.

## Händelser

### Okänt datum
- Som reaktion på mordet på general Butheric beordrar Theodosius I en massaker på invånarna i Thessaloniki. Ambrosius av Milano blir mycket upprörd över detta och bannlyser honom.
- Theodosius för en obelisk från Egypten till Hippodromen i Konstantinopel.
- Sedan Hieronymus har färdigställt sin översättning av Nya testamentet till latin börjar han översätta Gamla testamentet.
- Kung Chandragupta II krossar Sakariket.
- Rudrasena blir kejsare av Vakataka på Deccanplatån i Indien.
- Rudrasena gifter sig med Prabhavatigupta, dotter till Chandragupta II.
- Vatsyayana genomför en revision av Kama Sutra.

## Födda
- Marcianus, östromersk kejsare (född omkring detta år)
- Bleda, kung över hunnerna
- Prosperos av Akvitanien, lärjunge till Augustinus
- Galla Placidia, dotter till Theodosius I, hustru till Constantius III och mor till Valentinianus III

## Avlidna
- Apollinaris av Laodicea, biskop